# Jana Pacheco
Jana Álvarez Pacheco conocida como Jana Pacheco (Fuenlabrada, 18 de abril de 1985) es una feminista, escritora, dramaturga, historiadora del arte y directora de teatro española. Desde 2016 lidera el programa Temporadas Igualdad MH, impulsado por la asociación Clásicas y Modernas para hacer visibles a las autoras de teatro, escritoras y dramaturgas.

## Biografía
Nació en la ciudad madrileña de Fuenlabrada y aunque desde pequeña estaba interesada en el teatro primero se licenció en Historia del Arte por la Universidad Complutense de Madrid y la Universidad de Bergen (Noruega) (2004). Posteriormente realizó también en la Complutense un máster en Teatro y Artes Escénicas (2010) y de 2012 a 2017 estudió una licenciatura en Dramaturgia y Dirección Escénica por la Real Escuela Superior de Arte Dramático de Madrid
Recibió una beca para ir a Buenos Aires y a su regreso se centró en la escritura y la dirección de escena. Posteriormente realizó varios talleres en el extranjero.   
Tras su estancia en Buenos Aires realizó su segunda carrera: Dramaturgia en la RESAD (Real Escuela Superior de Arte Dramático). Desde siempre tuvo consciencia de que no le hablaban de mujeres artistas, de que cuando llegaba al siglo XX abordaban algunas de forma esporádica. Esto le hizo acercarse a la teoría de la excepción, analizada por Amelia Valcárcel o Estrella de Diego, o al concepto de genio y musa estereotipado desde la perspectiva patriarcal. Estudió de manera autodidacta a las artistas y dramaturgas del pasado, como María Zambrano o María Teresa León. Tras terminar en la RESAD, realizó talleres en el extranjero para ampliar sus conocimientos y forma de sentir: Praga (Chequia), Varsovia (Polonia), Berlín (Alemania), Londres (Inglaterra). Aprendió el site specific, la dramaturgia del cuerpo, el teatro Inmersivo y otras. Desde entonces investiga las alianzas del teatro con las demás artes.

### Carrera profesional
Sus primeros pasos los dio en la Complutense. Entonces decidió que el teatro sería su profesión y su destino. Durante su estancia becada en Buenos Aires se reforzó en la decisión que había tomado en la escritura y la dirección de escena.
En 2009 fue miembro fundadora de la compañía TurliTava Teatro. En 2011 comisarió la exposición "Retrato: el paisaje de la memoria" en el Centro de Arte Tomás y Valiente. Ha viajado a Praga, Polonia, Berlín y Londres donde se implicó en el teatro Inmersivo, la dramaturgia del cuerpo.
Se centró en escribir sobre mujeres desde la consciencia de hacer justicia con ellas desde la curiosidad y la empatía para descubrir a sus mayores, a sus antecesoras. Estudia, analiza e investiga en profundidad sus figuras, disfrutando al contribuir a darles visibilidad. Además, lo trabaja desde la óptica de dejar a la infancia actual una perspectiva diferente sobre las mujeres para ampliar el foco de su vida adulta.
En 2014 estrena la primera obra de una trilogía dedicada a mujeres artistas con Camille inspirada en la obra de la escultora francesa Camille Claudel (1864-1943) en el Teatro de la Puerta Estrecha de Madrid. La segunda obra está protagonizada por Remedios Varo. Remedios Varo: Mujer Alquimia recibe en 2017 la Ayuda a la Creación de Autores de la Comunidad de Madrid. Ambas obras reflexionan sobre la necesidad de poner en valor la obra de mujeres creadoras.  

Elijo mujeres como protagonistas de mis obras porque siento la necesidad de que se haga justicia con ellas. Me mueve la empatía, la curiosidad, la necesidad de descubrir a las artistas que nos preceden. Me escondo y me identifico con ellas. Buceo entre sus obras, sus cartas, sus formas de vivir. Aprendo y disfruto investigándolas, siento que, de alguna forma, las hago visibles. Así sucedió con "Camille" o "La mujer roja". Intento que mis imágenes y mis palabras les hagan justicia.
Jana Pacheco

En 2016 fue cofundadora de "Volver Producciones" conectando la literatura y el arte.   
Dirigió la obra “La tumba de María Zambrano –pieza poética en un sueño-“, estrenada en el Teatro Valle-Inclán de Madrid, una coproducción del Centro Dramático Nacional, Volver Producciones e Ibercover Studio. Ha girado con el CDN por numerosos teatros de España durante 2017 y 2018.
En 2018 dirigió "La Tumba de María Zambrano" con la dramaturga Nieves Rodríguez estrenado en el Centro Dramático Nacional en el que se recupera la voz de la filósofa junto a un texto en el que se combina la poética de la autora con imágenes. Una "resurrección" a partir de la llamada por el presente y por su propio pasado, ante quienes asisten al espectáculo. El mismo año fue becada por el Ayuntamiento de Madrid junto al director de cine Diego Sabanés, dentro de programa Imagina Madrid, para el desarrollo de un proyecto de arte colaborativo.
En 2018 estrena también "Rosario de Acuña: Ráfagas de huracán"  en el Teatro Valle - Inclán. Le gusta trabajar en espacios de coworking, como la biblioteca del museo Reina Sofía  (MNCARS).

## Activista por la igualdad en la cultura
Pacheco trabaja desde 2016 en el programa Temporadas Igualdad MH, impulsado por la asociación Clásicas y Modernas asumiendo la coordinación técnica nacional, un proyecto liderado por Margarita Borja, que tiene por objetivo que los teatros públicos cumplan con la Ley Orgánica para la Igualdad efectiva de Mujeres y Hombres y que en la programación cultural haya paridad teniendo en cuenta que en la última década lo habitual es que la participación de las mujeres en la programación sea entre un 12% - 14%. También ha apoyado el manifiesto titulado "Una profesión de putas" de la Liga de las Mujeres Profesionales del Teatro contra el acoso en el teatro redactado por Pilar G. Almansa.
Participa activamente en diversas asociaciones de mujeres contra la violencia machista y por la igualdad de género, como la Liga de mujeres profesionales del teatro, MAV, CIMA, Clásicas y Modernas, etc. Trabajan para resolver problemas que tienen que ver con el abuso y la discriminación de las mujeres en el sector profesional. Y apoya a Itziar Pascual, Ana Contreras o Alicia Blas, profesoras en la RESAD, en la incorporación de la perspectiva de género en todos los estudios de cualquier aspecto de la vida o teórico.
En 2017 recibió una de las ayudas a la Creación de Obras Teatrales por parte del Ayuntamiento de Madrid, esta ayuda hizo posible obras como "Remedios Varo: Mujer alquimia". Al iniciarse 2018, ya había 32 teatros, ayuntamientos y diputaciones las que habían firmado una carta de compromiso con el proyecto y los resultados en la programación demuestran el interés que suscita. Las dos primeras instituciones en incorporarse a Temporadas de Igualdad fueron el Centro Dramático Nacional (CDN) y el Conde Duque de Madrid.

## Obras
- 2012 La procesión va por dentro
- 2014 Camille
- 2015 Simetría de un beso
- 2016 Las espigas del sueño
- 2016 Paper Bag
- 2017 Remedios Varo: Mujer Alquimia (texto)
- 2018 La Tumba de María Zambrano[17]

- 2018 Rosario de Acuña: Ráfagas de huracán[18]

## Premios
- En 2014 recibió el Premio a la mejor escenografía en el festival TEA (Toledo escena abierta) por su obra "Camille".[19]